# Aarre Merikanto
Aarre Merikanto (Helsinki, 29 juni 1893 — aldaar, 28 september 1958) was een Fins componist. Zijn vader was de componist Oskar Merikanto.

## Levensloop
Merikanto heeft zijn school niet afgemaakt, hij was ervan overtuigd dat hij zich beter kon toeleggen op het componeren van muziek. Op zijn achttiende ging zijn eerste opera in premiere. Het was een teleurstelling, bijna niemand was er geïnteresseerd. Merikanto vernietigde het werk. Het begin van zijn muzikale loopbaan verliep verder voorspoedig. Zijn liederen waren populair. Van 1912 tot 1914 verbleef hij in Leipzig en kreeg lessen van Max Reger. Die werd door behoudende beschouwers later gezien als degene die Merikanto enigszins in het gareel hield, anders zou hij zijn 'afgedreven' naar de modernere muziek. De muziek die hij toen componeerde viel door veelvuldig gebruik van contrapunt in goede aarde. Dat veranderde onder invloed van zijn volgende leraar Sergei Vasilenko, die hem van 1915 tot 1918 meer in de richting van de moderne muziek dwong. Het publiek vond dat geen goede ontwikkeling. In de jaren twintig van de 20e eeuw verviel de componist (volgens de heersende mening) in extremen. De werken die hij toen schreef werden pas veel later uitgevoerd, tot frustratie van de componist. Hetzelfde overkwam Merikanto’s tijdgenoten Väiniö Raitio en Ernest Pigoud. 
In de jaren dertig keerde Merikanto terug naar rustiger vaarwater. Hij wendde zich tot het neoclassicisme en dat viel in betere aarde. Toch bleef het publiek voorzichtig met deze componist. Zijn reputatie was niet bijster goed want in de jaren ’20 en ’30 was hij verslaafd geraakt aan morfine. Hij kwam daar wel van af, maar men bleef hem wantrouwen.

## Postuum
Merikanto’s opera Juha werd na de première in 1963 bij de Nationale Opera van Finland alsnog een succes en wordt sindsdien beschouwd als een mijlpaal in de geschiedenis van de Finse opera. Zelf heeft de componist in 1957 alleen de derde akte horen uitvoeren. Het werk is gebaseerd op de gelijknamige roman van Juhani Aho.  

## Oeuvre (selectie)
- Lemminkäinen, symfonisch gedicht (1916)
- Symfonie nr. 1 (1916)
- Symfonie nr. 2 (1918)
- Juha (opera) (1922)
- Echo (Ekho) voor sopraan en orkest (1922)
- Pan, symfonisch gedicht (1925)
- Viimeiselle, voor mannenkoor a capella (1925)
- Symfonische studie (1928)
- De ontvoering van Kyllikki (Kyllikin ryöstö, naar de Kalevala), symfonisch gedicht (1935)
- Vanha kauko, voor mannenkoor a capella (1946)
- Symfonie nr. 3 (1953)
- 4 vioolconcerten (1916–1954)
- 2 celloconcerten
- 3 pianoconcerten
- Concert voor viool, klarinet, hoorn en strijksextet
- Partita voor houtblazers en harp
- Vier composities voor orkest
- Twee stukken voor klein orkest
- Koorwerken en volksliederen

- Bibsys: 97033064
- Bibliothèque nationale de France: cb13936702t (data)
- Gemeinsame Normdatei: 120065843
- International Standard Name Identifier: 0000 0000 8383 5978
- Library of Congress Control Number: n85337477
- MusicBrainz: 3fd28501-4300-4759-8221-bd6cbb5f503c
- Nationale Bibliotheek van Israël: 987007376927005171
- Nationale Bibliotheek van Polen: a0000002550606
- Nederlandse Thesaurus van Auteursnamen: 107162814
- LIBRIS: 76613
- SNAC: w69d1j33
- Système universitaire de documentation: 059219173
- Virtual International Authority File: 54336386
- WorldCat: E39PBJhddCDWQWqK3hWYmTWqwC